# Black Bear Diner
Black Bear Diner é uma rede de restaurantes do oeste dos Estados Unidos que serve comida caseira e “à moda antiga”. O primeiro restaurante foi aberto em Mount Shasta, Califórnia em 1995, fundado por Bruce Dean e Bob & Laurie Manley. A empresa tem sede em Redding, Califórnia. Em maio de 2024, a Black Bear Diner tinha 158 estabelecimentos em 13 estados. A liderança da empresa anunciou planos de se tornar uma marca de “costa a costa” em janeiro de 2024.
A decoração do Black Bear tem um tema rústico com “parafernália de ursos exagerada”. Cada restaurante é decorado com um urso-negro de 3,7 m de altura esculpido pelo artista Ray Schulz. Outros murais e obras de arte são criados para cada restaurante por Steve e Gary Fitzgerald e Colleen Mitchell-Veyna. O formato do cardápio imita um jornal antigo intitulado The Black Bear Gazette, com artigos na primeira página. O cardápio infantil tem o mesmo estilo, com o título The Beary Tale Times, e apresenta atividades infantis. Oferece refeições familiares, como café da manhã, hambúrgueres, saladas e milkshakes. São oferecidos produtos de padaria preparados no local e alguns locais oferecem venda de bebidas alcoólicas, desde que o cliente tenha pelo menos 21 anos.

## Galeria

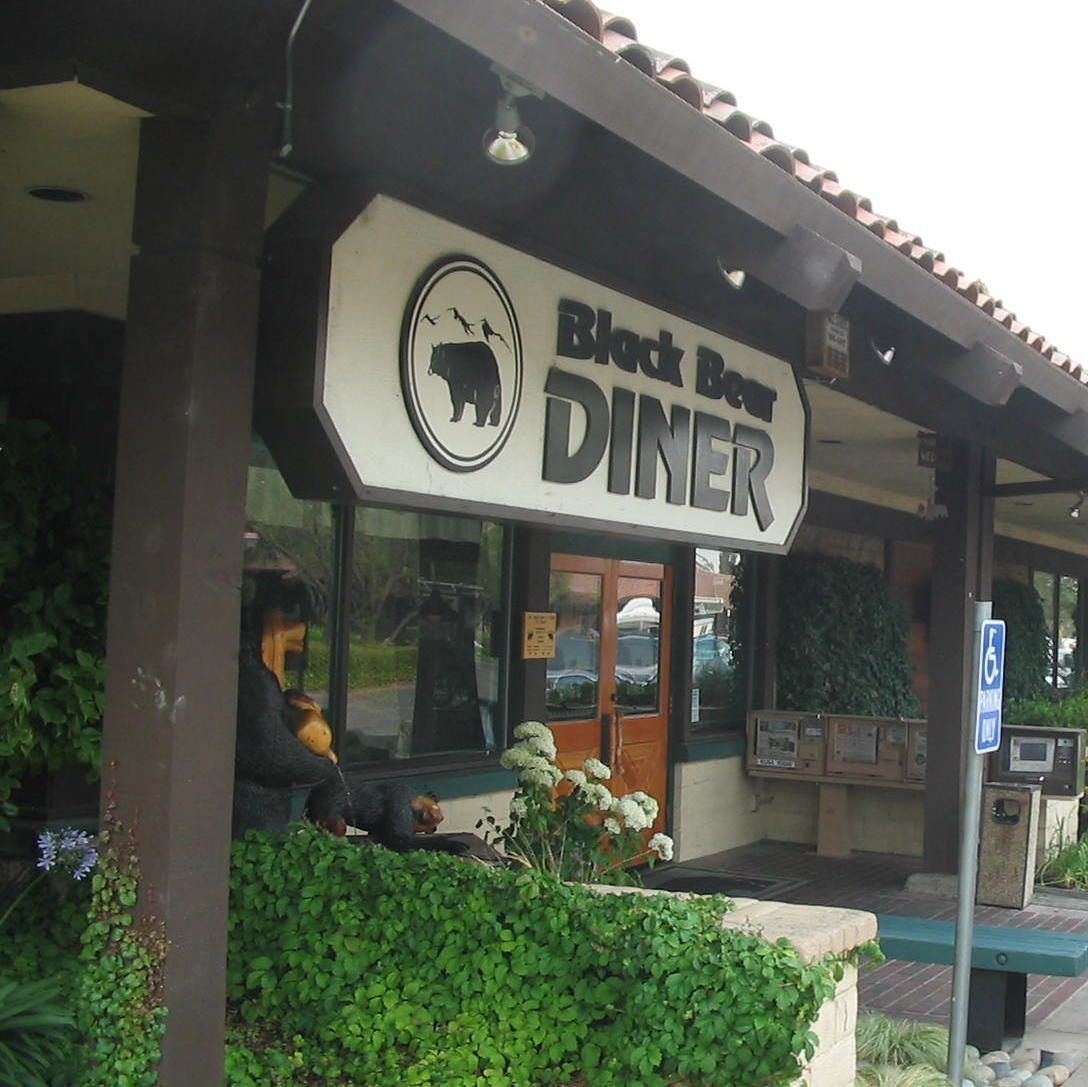
Black Bear Diner em Napa, Califórnia
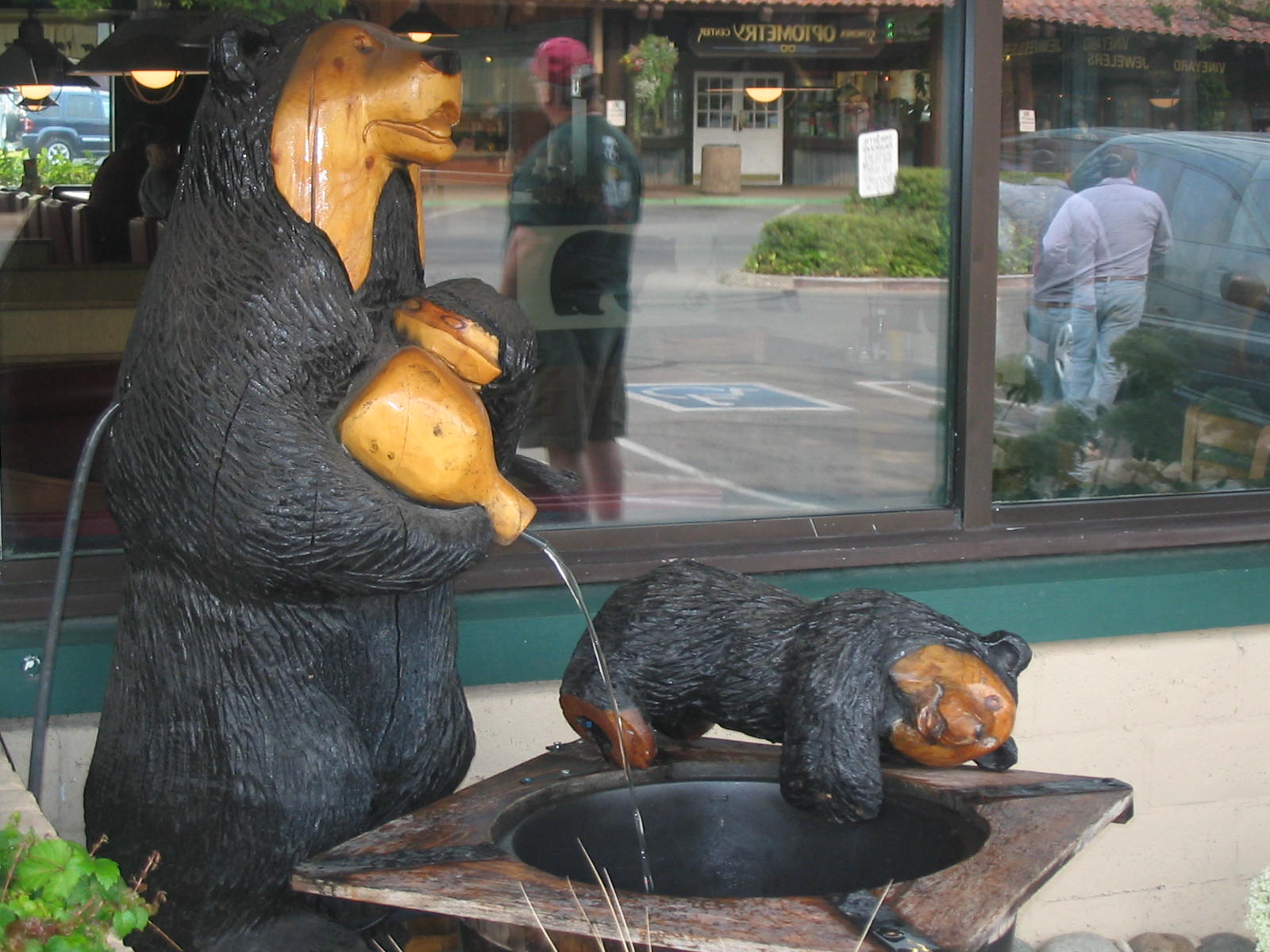
Esculturas do Black Bear Diner com uma fonte
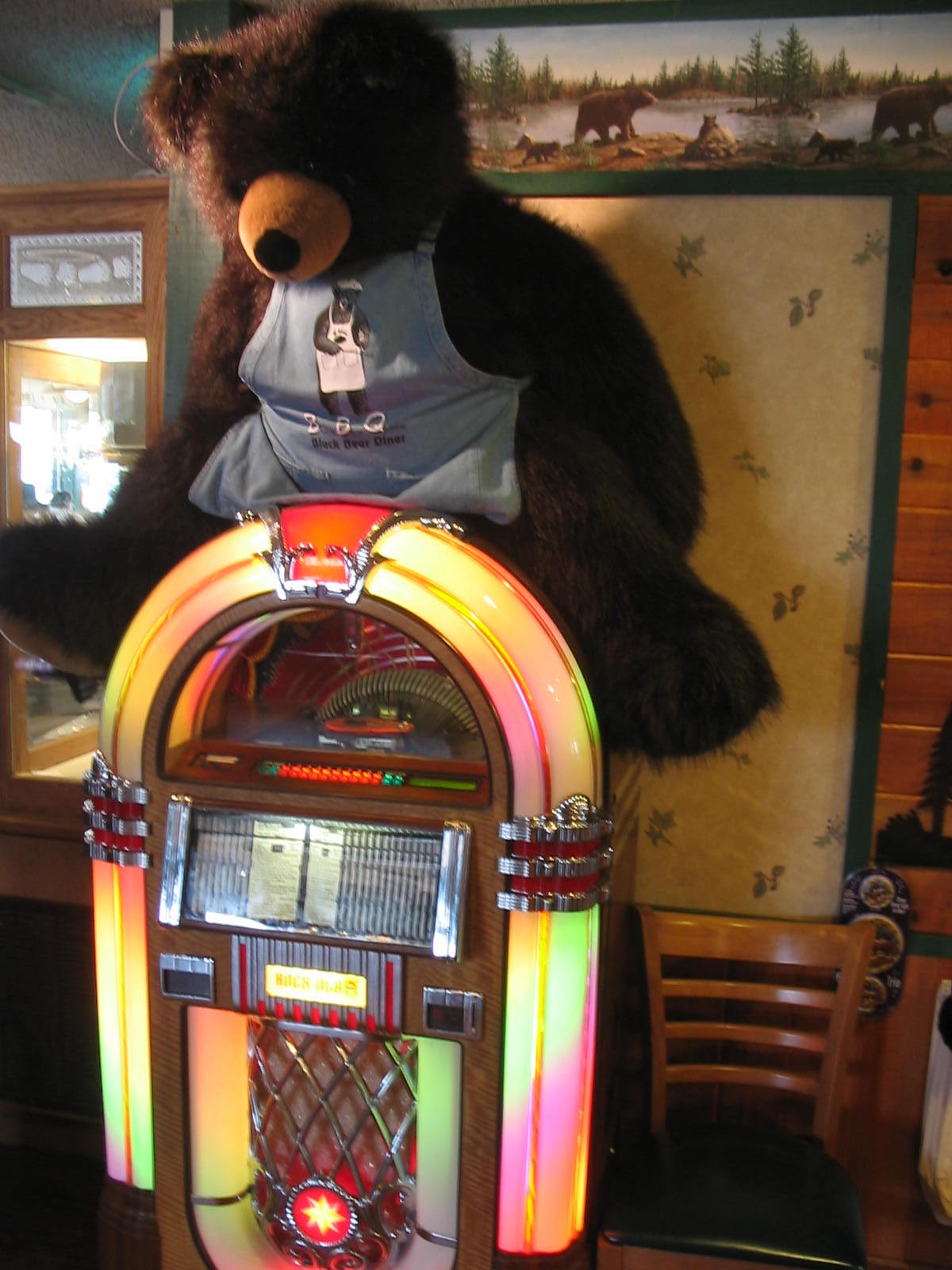
Um jukebox no Black Bear Diner
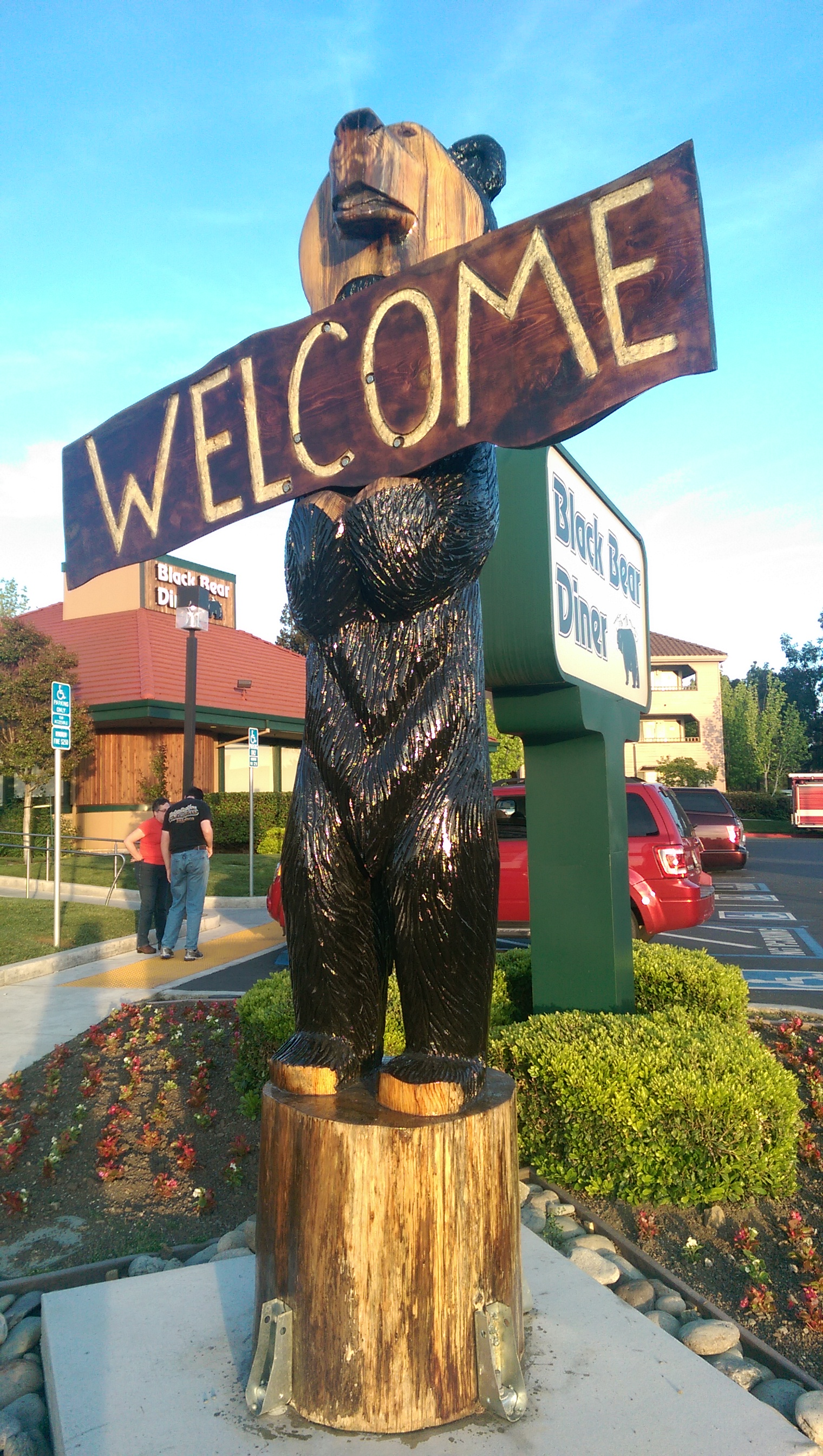
Placa de urso esculpida em madeira em um Black Bear Diner
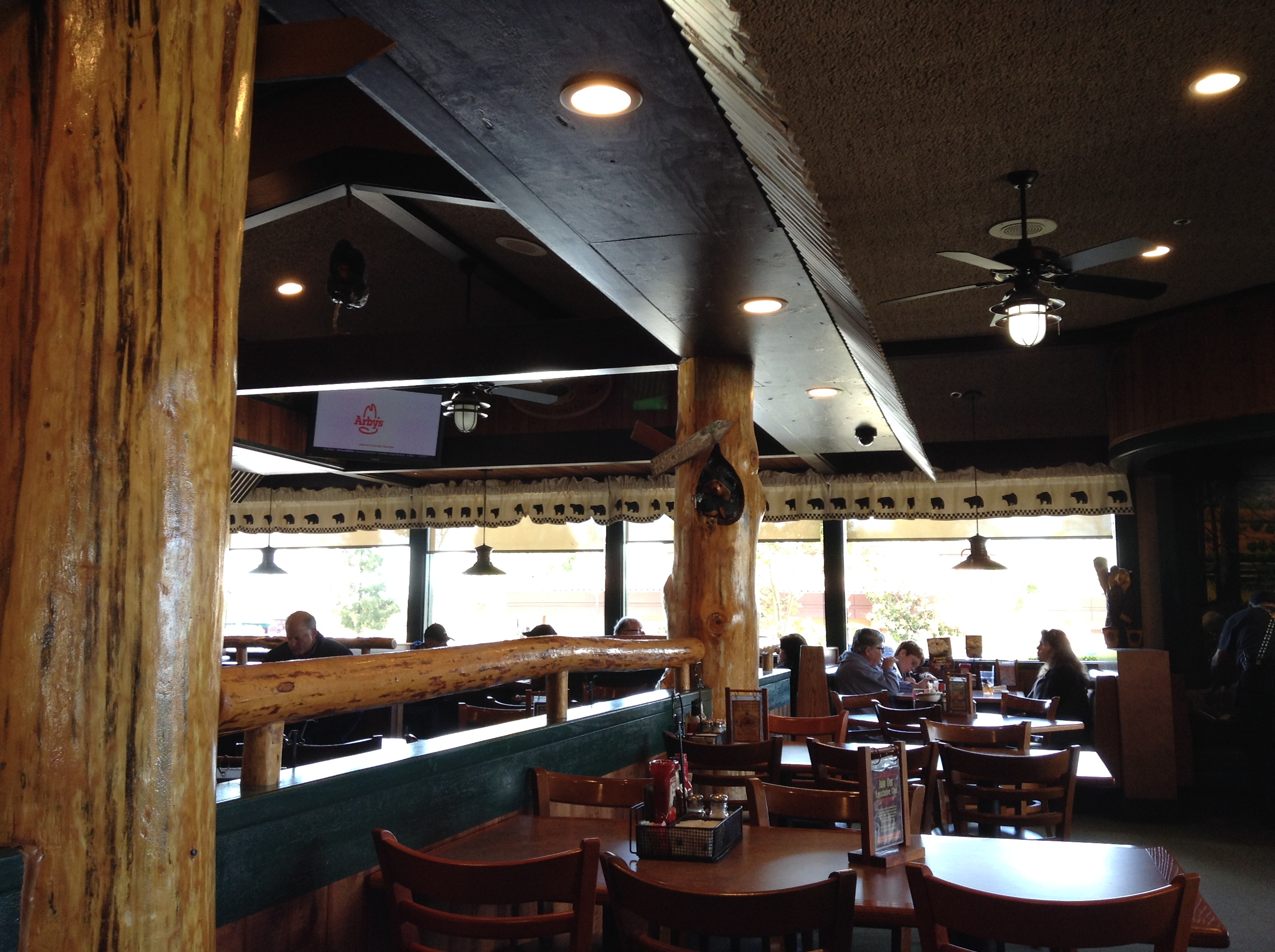
Interior de um Black Bear Diner na Califórnia
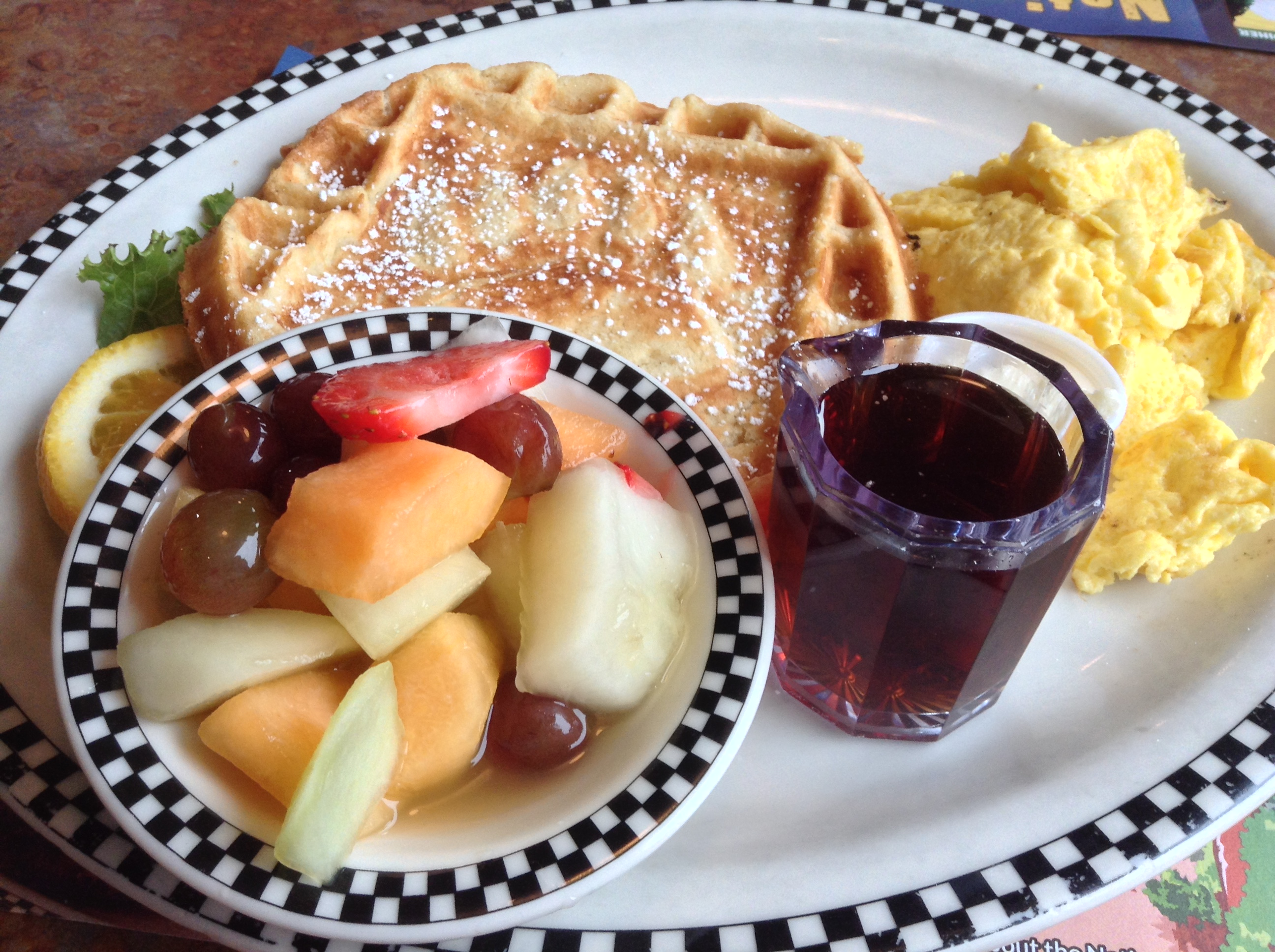
Café da manhã no Black Bear Diner